# Jack McAuliffe
Jack McAuliffe (Cork, 24 de março de 1866 - Nova Iorque, 5 de novembro de 1937) foi um pugilista irlandês, reconhecido como o primeiro campeão mundial dos pesos-leves.

## Biografia
Filho de imigrantes irlandeses, McAuliffe foi criado no Maine, Estado localizado no extremo norte da costa leste dos Estados Unidos. Iniciou sua carreira profissional no boxe em 1884, aos 18 anos de idade, quando ainda vigorava a era do boxe com as mãos nuas.
Tornou-se campeão americano dos pesos-leves em 1886, com uma vitória por nocaute no 17º assalto sobre Billy Frazier. Depois, já no início de 1887, McAuliffe reclamou também pra si o título de campeão mundial dos leves, ao parar no 28º assalto o campeão canadense Harry Gilmore.
No final de 1887, McAuliffe subiu ao ringue para defender seu título contra o campeão inglês dos leves Jem Carney, no que veio a se tornar em uma controversa batalha de 74 assaltos. Após dominar os dez primeiros rounds facilmente, McAuliffe começou a demonstrar sinais de desgaste a partir do 20º assalto. Ambos lutadores foram ao chão durante esse épico combate, Carney por uma vez no 62º round, enquanto McAuliffe sofreu quedas no 26º, 70º e 74º rounds. Depois que o ringue foi mais uma vez invadido quando o campeão caiu pela terceira vez, o árbitro decidiu interromper o confronto receoso de que um tumulto maior se iniciasse no público ali presente. Carney protestou contra a interrupção da luta, ao passo que McAuliffe insistiu ter sido vítima de diversos golpes ilegais ao longo do combate, de modo que o resultado final acabou sendo um polêmico empate.
Nos anos que se seguiram, McAuliffe conseguiu manter sua invencibilidade intacta, incluindo uma controversa vitória contra o ex-campeão dos pesos-penas Young Griffo. Pouco após essa luta, McAuliffe anunciou sua aposentadoria ao término de 1894, mas tão somente para retornar aos ringues não muito tempo depois disso. Sua última luta profissional de fato ocorreu em 1897, em um empate contra o campeão dos meios-médios Tommy Ryan.
Em 1995, Jack McAuliffe juntou-se à galeria dos maiores pugilistas de todos os tempos, que têm seus nomes imortalizados no International Boxing Hall of Fame.